# Kol (dinosauriër)
Kol is een geslacht van theropode dinosauriërs, behorend tot de Coelurosauria, dat tijdens het late Krijt leefde in het gebied van het huidige Mongolië.

## Vondst en naamgeving
De typesoort Kol ghuva werd in 2009 benoemd en beschreven door Alan Turner, Sterling Nesbitt en Mark Norell. De geslachtsnaam is afgeleid van het Mongoolse köl, "voet", een verwijzing naar het fossiel. De soortaanduiding ghu-va betekent "schoon" in die taal. De hele soortnaam is dus te vertalen als de "schoonvoet". De geslachtsnaam was de kortste onder de dinosauriërs, samen met de eerder benoemde Mei, totdat Yi benoemd werd.
Het holotype IGM 100/2011, is gevonden bij Uchaa Tolgod in de Djadochtaformatie die dateert uit het Campanien, ongeveer 75 miljoen jaar oud. Het bestaat slechts uit een bijna complete rechtervoet. De voet is in verband gevonden en vrijwel helemaal gaaf. Het vijfde middenvoetsbeen zit er nog aan vast, alsmede een onderste tarsale van de enkel.  

## Beschrijving
Kol was zwaarder dan vijftien kilo en daarmee de grootste in 2009 bekende alvarezsauride. De voet heeft een lengte van 225 millimeter. Gregory S. Paul schatte in 2010 de lichaamslengte op 1,8 meter, het gewicht op twintig kilogram.
De beschrijvers gaven een lijst van onderscheidende kenmerken. Naar huidige inzichten blijft daarvan nog één geldig: de voetklauwen hebben onderaan hun bases robuuste bulten voor de aanhechting van de pezen van de krommende spier. Zelfs deze eigenschap wordt gedeeld met Patagonykus die echter wellicht veel basaler is.

## Fylogenie
De beschrijvers plaatsten Kol in de Alvarezsauridae. Een hoge positie in de stamboom wordt aangegeven doordat de voet is sterk arctometatarsaal is, dat wil zeggen: het middelste derde middenvoetsbeen versmalt erg naar boven toe, in dit geval zonder dat het de enkel nog raakt, iets wat wel gezien is als een aanpassing voor een verbeterd vermogen te rennen doordat het zou leiden tot een compactere bovenkant van de voet. Dit kenmerk wordt als afgeleid gezien binnen de Alvarezsauridae, wat een aanwijzing kan zijn dat ook Kol een afgeleide soort is, nauwer verwant aan de Aziatische dan de Amerikaanse soorten, welke laatste dit kenmerk niet tonen. Vermoedelijk bevindt hij zich dan iets basaler in de stamboom dan de Mononykinae.
Een geheel andere interpretatie gaf Federico Lisandro Agnolín in 2012: Kol zou tot de Caenagnathidae behoren en nauw verwant zijn aan Avimimus die ook sterk arctometatarsale voeren bezit. Geen van beide mogelijkheden wordt duidelijk door kladistische analyse ondersteund. De onderliggende reden voor de onzekerheid is dat de vondst beperkt is tot een voet en de voeten van coelurosaurische dinosauriërs nogal op elkaar lijken, met vaak een verwarrend mozaïek van kenmerken. De voet van Kol verschilt in ieder geval van die van Avimimus door het niet bovenaan vergroeid zijn van de middenvoetsbeenderen.

## Levenswijze
Dezelfde aardlaag heeft de twee maal lichtere alvarezsauride Shuvuuia deserti opgeleverd, waarvan veel meer fossielen gevonden zijn, een teken dat Kol een relatief zeldzaam deel was van de fauna.